# Canton de Saint-Dié-des-Vosges-Est
Cet article possède un paronyme, voir Canton de Saint-Dié-des-Vosges.
Le canton de Saint-Dié-des-Vosges-Est est une division administrative française, située dans le département des Vosges et la région Lorraine. Le canton fait partie de la deuxième circonscription des Vosges.

## Composition
| Nom                              | Code Insee | Intercommunalité           | Superficie (km2) | Population (dernière pop. légale) | Densité (hab./km2) |
| -------------------------------- | ---------- | -------------------------- | ---------------- | --------------------------------- | ------------------ |
| Saint-Dié-des-Vosges (chef-lieu) | 88413      | CA de Saint-Dié-des-Vosges | 46,15            | 20 315 (2014)                     | 440                |
| Ban-de-Laveline                  | 88032      | CA de Saint-Dié-des-Vosges | 26,45            | 1 266 (2014)                      | 48                 |
| Bertrimoutier                    | 88054      | CA de Saint-Dié-des-Vosges | 3,72             | 306 (2014)                        | 82                 |
| Coinches                         | 88111      | CA de Saint-Dié-des-Vosges | 5,69             | 350 (2014)                        | 62                 |
| Combrimont                       | 88113      | CA de Saint-Dié-des-Vosges | 5,21             | 147 (2014)                        | 28                 |
| Frapelle                         | 88182      | CA de Saint-Dié-des-Vosges | 4,55             | 204 (2014)                        | 45                 |
| Gemaingoutte                     | 88193      | CA de Saint-Dié-des-Vosges | 3,90             | 131 (2014)                        | 34                 |
| Lesseux                          | 88268      | CA de Saint-Dié-des-Vosges | 2,94             | 182 (2014)                        | 62                 |
| Nayemont-les-Fosses              | 88320      | CA de Saint-Dié-des-Vosges | 8,91             | 845 (2014)                        | 95                 |
| Neuvillers-sur-Fave              | 88326      | CA de Saint-Dié-des-Vosges | 5,12             | 344 (2014)                        | 67                 |
| Pair-et-Grandrupt                | 88341      | CA de Saint-Dié-des-Vosges | 4,58             | 545 (2014)                        | 119                |
| Raves                            | 88375      | CA de Saint-Dié-des-Vosges | 4,02             | 456 (2014)                        | 113                |
| Remomeix                         | 88386      | CA de Saint-Dié-des-Vosges | 4,73             | 473 (2014)                        | 100                |
| Sainte-Marguerite                | 88424      | CA de Saint-Dié-des-Vosges | 5,55             | 2 369 (2014)                      | 427                |
| Saulcy-sur-Meurthe               | 88445      | CA de Saint-Dié-des-Vosges | 16,37            | 2 342 (2014)                      | 143                |
| Wisembach                        | 88526      | CA de Saint-Dié-des-Vosges | 11,30            | 406 (2014)                        | 36                 |

Seule une fraction de la commune de Saint-Dié-des-Vosges est comprise dans le canton (9 226 habitants en 2010).

## Histoire

### Conseillers d'arrondissement (de 1833 à 1940)
Le canton de Saint-Dié avait deux conseillers d'arrondissement.
| Période                                  | Période | Identité                           | Étiquette | Qualité |
| ---------------------------------------- | ------- | ---------------------------------- | --------- | --- |
| 1833                                     |         | Victor de Comeau (1784-1844)       |           | Directeur des contributions indirectes de l'arrondissement de Saint-Dié, industriel, maire de Saint-Dié (1831-1837) |
| 1833                                     |         | Joseph Antoine Phulpin (1784-1840) |           | Négociant à Saint-Dié                                                                                               |
| 1940                                     |         |                                    |           | Les conseils d'arrondissement ont été suspendus par la loi du 12 octobre 1940 et n'ont jamais été réactivés         |
| Les données manquantes sont à compléter. |         |                                    |           | |

Le canton de Saint-Dié-Est est créé le 15 janvier 1982 d'une partition du canton de Saint-Dié sous le nom de 
canton de Saint-Dié-Est. Sa dénomination actuelle a suivi la modification de celle du chef-lieu.

### Conseillers généraux de l'ancien canton deSaint-Dié(1833 à 1973)
| Période | Période      | Identité                             | Étiquette           | Qualité |
| ------- | ------------ | ------------------------------------ | ------------------- | --- |
| 1833    | 1844 (décès) | Joseph Arragain (1788-1844)          |                     | Notaire et juge de paix à Saint-Dié                                                                            |
| 1844    | 1852         | Edouard Ferry (1796-1856)            |                     | Avocat Adjoint au Maire de Saint-Dié                                                                           |
| 1852    | 1861 (décès) | Charles d'Ollone (1795-1861)         |                     | Chef d'escadron, propriétaire à Saint-Dié Ancien conseiller d'arrondissement du canton de Saales               |
| 1861    | 1871         | Louis Phulpin (1814-1881)            |                     | Banquier Maire de Saint-Dié (1865-1869)                                                                        |
| 1871    | 1876 (décès) | Charles Gachotte (1810-1876)         |                     | Maire de Saint-Dié (1861-1865 et 1869-1874)                                                                    |
| 1876    | 1880         | Hippolyte Poupar (1827-1909)         | Républicain         | Notaire à Saint-Dié                                                                                            |
| 1880    | 1882         | Joseph Arnoux                        | Républicain         | Propriétaire                                                                                                   |
| 1883    | 1892         | Gustave Kœhler (1861-1916)           | Républicain         | Ingénieur Conseiller municipal de Saint-Dié                                                                    |
| 1892    | 1904         | Charles Ferry (frère de Jules Ferry) | Républicain         | Ancien Préfet Député (1881-1885 et 1893-1902) Sénateur (1888-1891)                                             |
| 1904    | 1910 (décès) | Eugène Husson-Thirion                | Républicain         | Négociant |
| 1910    | 1919         | Camille Duceux                       | Rad.                | Bonnetier Maire de Saint-Dié (1896-1904 et 1910-1919)                                                          |
| 1919    | 1933 (décès) | Constant Verlot                      | Rad.ind.            | Professeur de collège Maire de Senones (1919-1935) Président du Conseil Général (1928-1931) Député (1910-1933) |
| 1933    | 1934         | Paul Bertrand                        | Rad.                | Professeur Maire de Wisembach (1945-1951)                                                                      |
| 1934    | 1940         | Abbé Paul Robert                     | URD                 | Curé de Saint-Michel-sur-Meurthe Nommé membre de la Commission administrative départementale en 1941           |
|         |              |                                      |                     | |
| 1945    | 1949         | Ivan Goguel de Toux                  | DVD                 | Chirurgien-dentiste Conseiller municipal de Saint-Dié (1947-1959)                                              |
| 1949    | 1961         | Joseph Schaefer (1924-2016)          | RPF puis RS puis SE | Artisan à Saint-Dié                                                                                            |
| 1961    | 1967         | Roger Ulrich                         | UNR puis DVD        | Mécanicien-ajusteur Adjoint au Maire de Saint-Dié (1947-1965)                                                  |
| 1967    | 1979         | Pierre Noël (1928-1996)              | PSU puis PS         | Professeur Maire de Saint-Dié (1965-1977)                                                                      |
| 1979    | 1982         | Christian Pierret                    | PS                  | Administrateur civil au ministère des finances Député Elu en 1982 dans le Canton de Saint-Dié-Est              |

## Représentation

### Conseillers généraux de Saint-Dié-des-Vosges-Est (1982 à 2015)
|  | Début de mandat | Fin de mandat    | Conseiller général | Parti           | Observations |
|  | --------------- | ---------------- | ------------------ | --------------- | --- |
|  | 1982            | 1989 (démission) | Christian Pierret  | PS              | Maire de Saint-Dié (1989-1997 et depuis 2002) Député (1978-1993 et 1997) Conseiller régional (1978-1988 et 1998-2001) Ministre (1997-2002) Ancien conseiller général du Canton de Saint-Dié (1979-1982) |
|  | 1989            | 1992             | Jacky Homel        | PS              | Ancien agriculteur et syndicaliste |
|  | 1992            | 1998             | Roland Bédel       | RPR             | Employé Maire de Sainte-Marguerite depuis 1991 |
|  | 1998            | 2004             | Serge Vincent      | PS              | Directeur d'un cabinet d'expert-comptable Premier Adjoint au Maire de Saint-Dié depuis 1998 |
|  | 2004            | 2015             | Roland Bédel       | UMP puis NC-UDI | Retraité Maire de Sainte-Marguerite depuis 1991 |

### Élection cantonale de 2004 dans le canton
Premier tour 
Le premier tour de l'élection a eu lieu le dimanche 21 mars 2004.
| Candidat           | Candidat           | Parti                             | Voix   | %      |
| ------------------ | ------------------ | --------------------------------- | ------ | ------ |
|                    | Roland Bedel       | Union pour un mouvement populaire | 3 243  | 39,00  |
|                    | Serge Vincent      | Parti socialiste                  | 2 821  | 33,92  |
|                    | Georg Kuhn         | Front national                    | 1 432  | 17,22  |
|                    | Jacques Balu       | Lutte ouvrière                    | 358    | 4,30   |
|                    | Lucien Fritz       | Parti communiste français         | 246    | 2,96   |
|                    | Jacques Coudray    | Parti radical de gauche           | 216    | 2,60   |
|                    |                    |                                   |        |        |
| Inscrits           | Inscrits           | Inscrits                          | 14 143 | 100,00 |
| Abstentions        | Abstentions        | Abstentions                       | 5 360  | 37,90  |
| Votants            | Votants            | Votants                           | 8 783  | 62,10  |
|                    |                    |                                   |        |        |
| Blancs ou nuls     | Blancs ou nuls     | Blancs ou nuls                    | 467    | 5,32   |
| Suffrages exprimés | Suffrages exprimés | Suffrages exprimés                | 8 316  | 94,68  |

Second tour
Le second tour de l'élection cantonale a eu lieu le dimanche 28 mars 2004.
| Candidat           | Candidat           | Parti                             | Voix   | %      |
| ------------------ | ------------------ | --------------------------------- | ------ | ------ |
|                    | Roland Bedel       | Union pour un mouvement populaire | 4 031  | 43,82  |
|                    | Serge Vincent      | Parti socialiste                  | 3 838  | 41,73  |
|                    | Georg Kuhn         | Front national                    | 1 329  | 14,45  |
|                    |                    |                                   |        |        |
| Inscrits           | Inscrits           | Inscrits                          | 14 143 | 100,00 |
| Abstentions        | Abstentions        | Abstentions                       | 4 591  | 32,46  |
| Votants            | Votants            | Votants                           | 9 552  | 67,54  |
|                    |                    |                                   |        |        |
| Blancs ou nuls     | Blancs ou nuls     | Blancs ou nuls                    | 364    | 3,71   |
| Suffrages exprimés | Suffrages exprimés | Suffrages exprimés                | 9 198  | 96,29  |

Sources :
- Ministère de l'Intérieur

## Démographie
| 1999   | 2006   | 2011   | 2012   |
| ------ | ------ | ------ | ------ |
| 19 390 | 19 204 | 19 951 | 19 795 |